# Jan-Christian Schröder
Jan-Christian Schröder (* 31. Januar 1998 in Limburg an der Lahn) ist ein deutscher Schachspieler mit dem Titel eines Großmeisters.
Schröder wurde deutscher Jugendmeister in den Altersklassen U10 (2008), U14 (2012) und U16 (2014). Im Jahr 2015 erfüllte er sowohl die geforderten Normen für den Titel eines Internationalen Meisters als auch eines Großmeisters. Die erste GM-Norm erzielte er mit 7,5/10 Punkten und Platz 8 beim Politiken Cup 2014 in Kopenhagen. 2015 nahm er an der Europäischen U18-Mannschaftsmeisterschaft im polnischen Karpacz, erneut dem Politiken Cup, an den RTU-Open in Riga, den Sants Open in Barcelona und am Colossus Chess Cup in Rhodos teil, erfüllte dabei die beiden fehlenden Normen und erreichte ein Elo-Ranking von über 2500 Punkten. Der GM-Titel wurde auf dem 86. FIDE-Kongress in Abu Dhabi bestätigt.

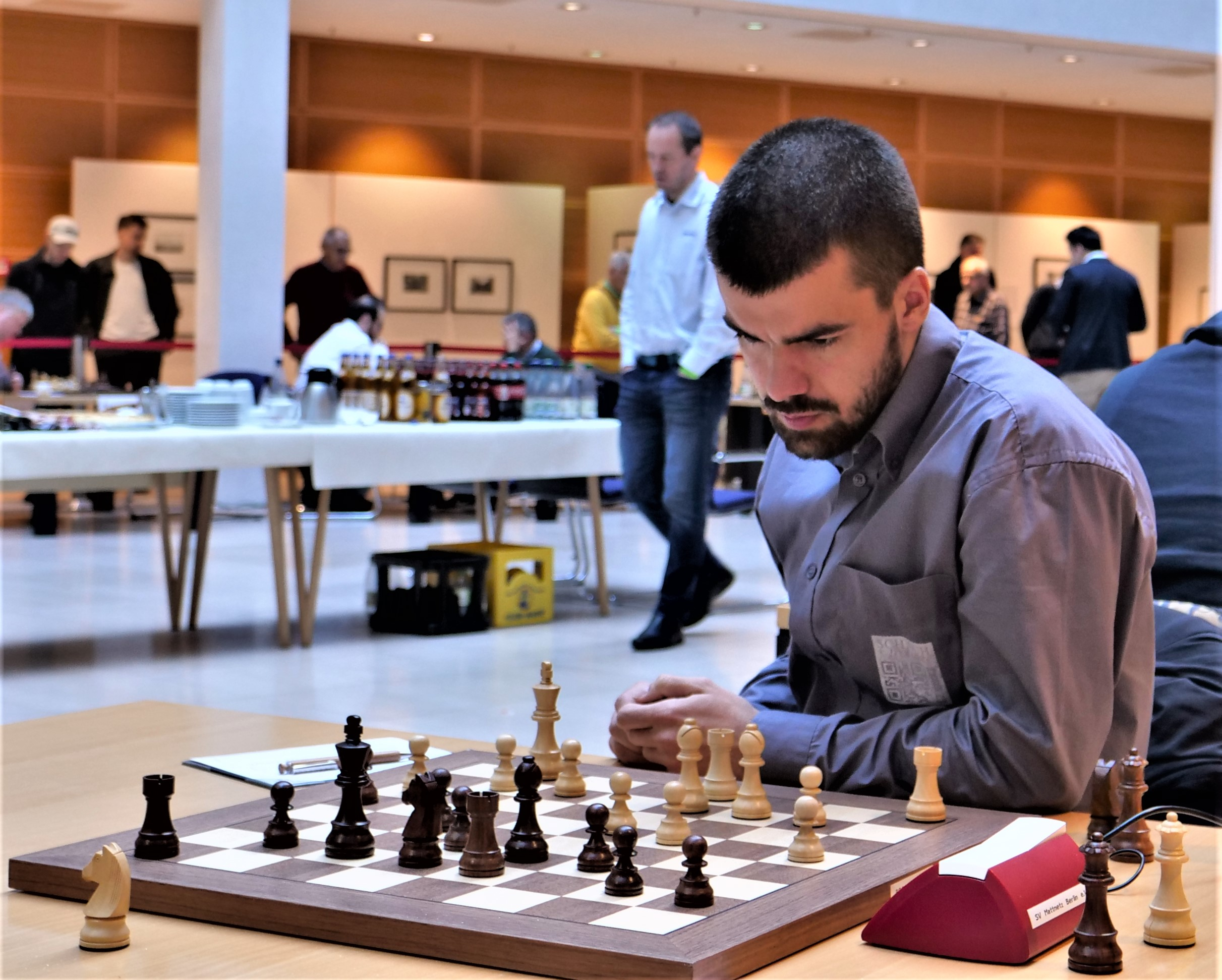
Jan-Christian Schröder am 2. April 2023 im Berliner Willy-Brandt-Haus

Schröder spielte seit der Saison 2011/12 in der ersten Mannschaft des SV 1920 Hofheim, zunächst in der 2. Schach-Bundesliga, von 2017 bis 2019 in der 1. Bundesliga. In der Saison 2019/20 spielt er für die Schachfreunde Berlin. Schröder spielte außerdem in Luxemburg für The Smashing Pawns Bieles und in der belgischen Meisterschaft für den KSK 47 Eynatten, mit dem er 2017 belgischer Mannschaftsmeister wurde. Bei seinem Debüt beim Europapokal 2016 in Novi Sad war er mit 4 Punkten aus 6 Runden am Spitzenbrett Mitgarant für die gute Platzierung seiner luxemburgischen Mannschaft.
Ende Mai und Anfang Juli 2017 gewann Schröder mit Stuttgart und Hassloch innerhalb von wenigen Wochen zwei internationale Turniere. Zum Abschluss des Schachjahres erreichte er den vierten Platz bei den Sants Open 2017 in Barcelona. Im November 2022 gewann Schröder die 25. Offene Internationale Bayerische Schachmeisterschaft in Gmund am Tegernsee mit 7 Punkten aus 9 Partien bei einem Elo-Durchschnitt der Gegner von 2462.
Seine bisher höchste Elo-Zahl war 2584 im Februar 2019. Langjähriger Trainer von Schröder ist IM Erik Zude.